# Schielands Hoge Zeedijk

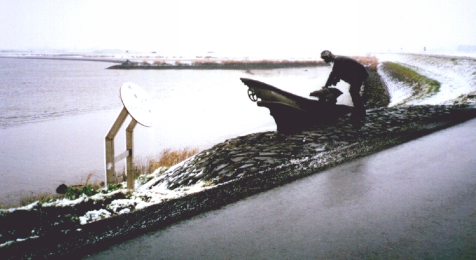
Denkmal Dubbeltje op zijn kant, zur Erinnerung an die Flutkatastrophe von 1953

Schielands Hoge Zeedijk ist einer der wichtigsten Deiche der Niederlande und erstreckt sich von der Schie bis zur Gouwe in Südholland. Der Deich schützt rund drei Millionen Einwohner Südhollands vor Überflutungen.

## Geschichte
Schielands Hoge Zeedijk wurde im 13. Jahrhundert im Auftrag von Aleid van Henegouwen, der Tochter Graf Floris IV. von Holland, angelegt.
In seiner langen Geschichte ist der Deich nie gebrochen. Allerdings wurde er 1574 an 16 Stellen geöffnet um Leiden zu befreien. Am 1. Februar 1953, während der großen Sturmflut, wäre der Deich zwischen Capelle aan den IJssel und Nieuwerkerk aan den IJssel fast gebrochen. Die undichte Stelle wurde geschlossen, indem man mit einem Schiff hineinfuhr. Daran erinnert das Denkmal auf dem Deich.